# 관직
관직(官職)은 관료주의의 직위를 뜻한다.